# Кустівці (Шепетівський район)

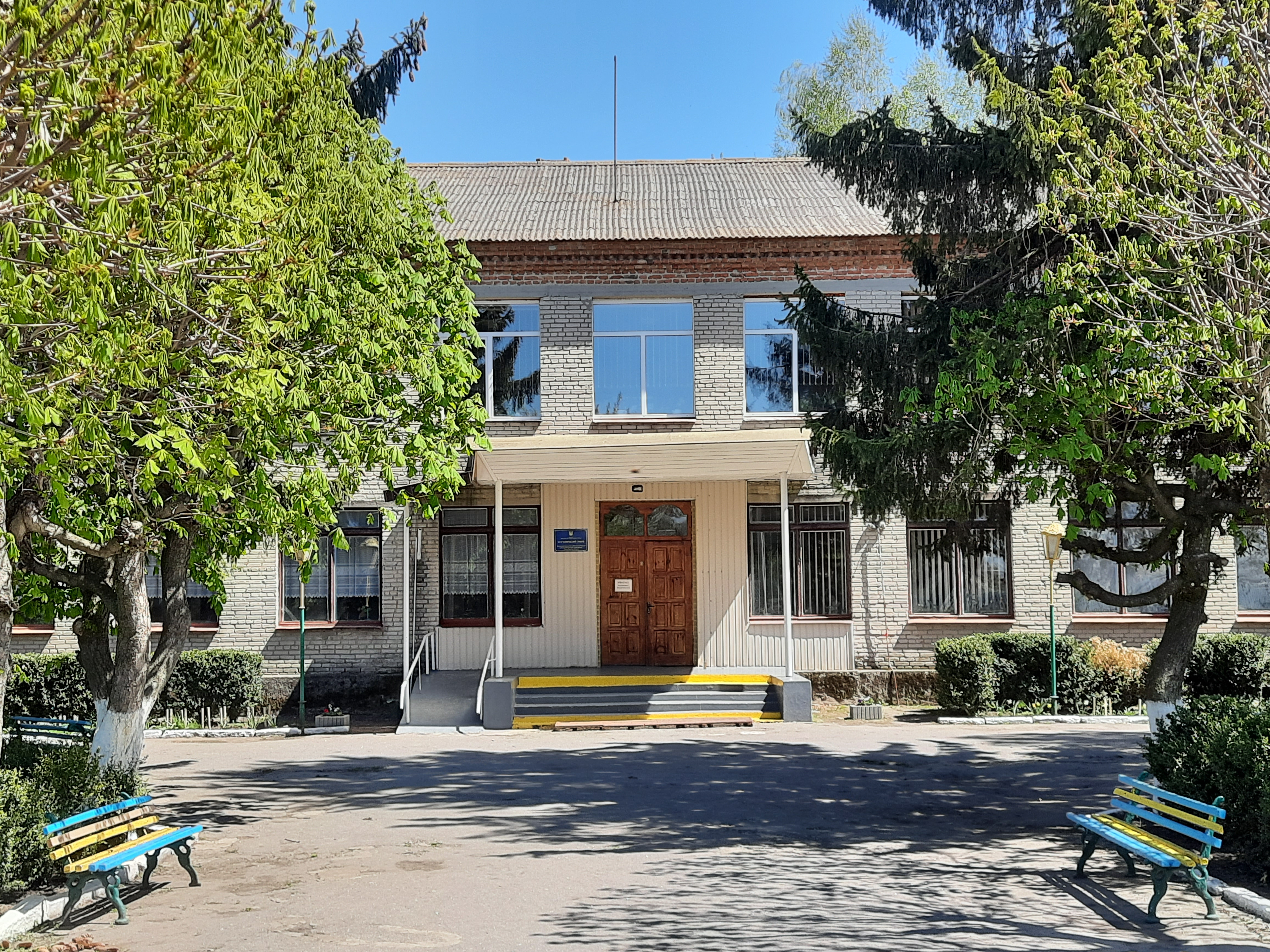
Ліцей

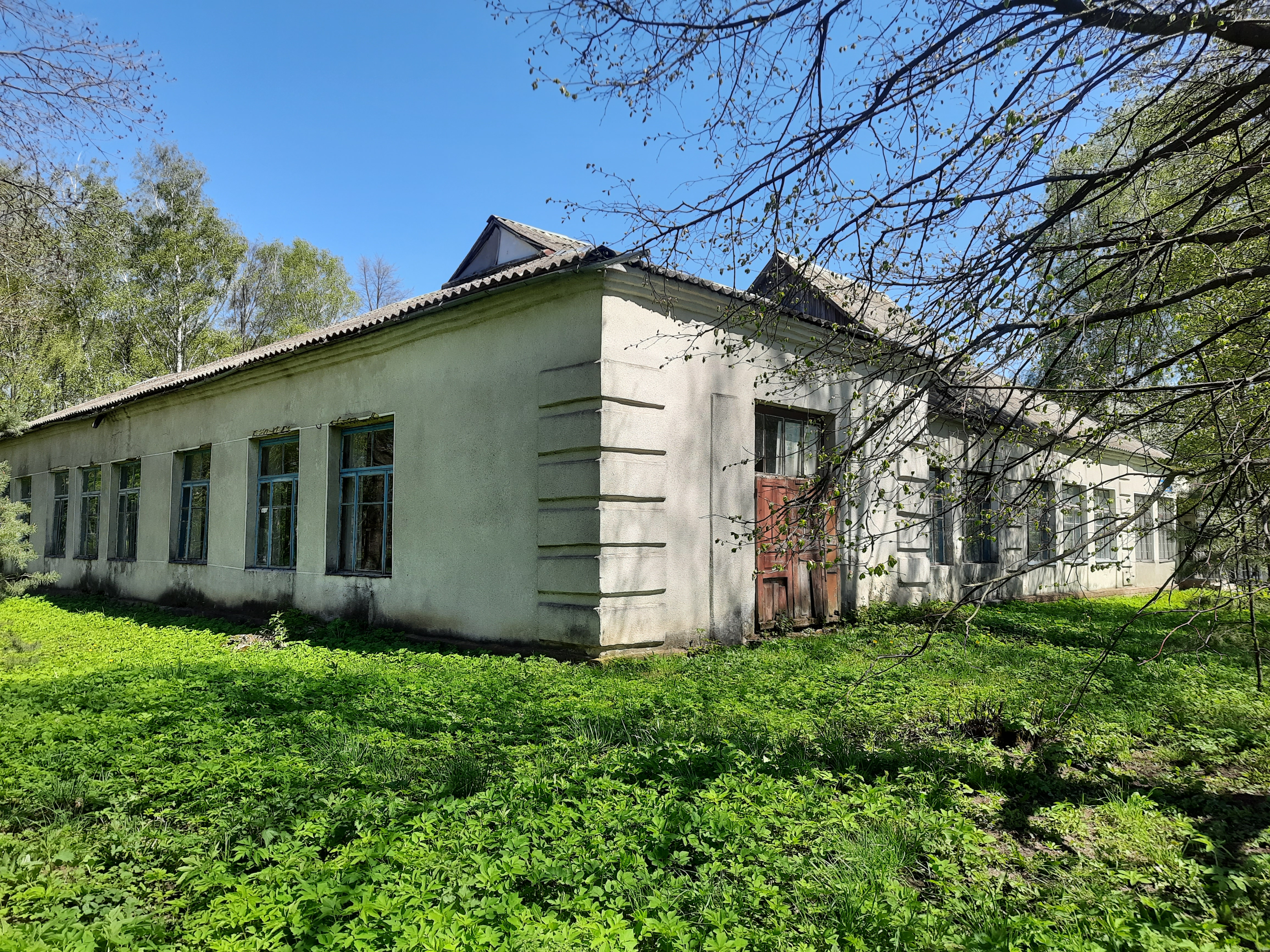
Будівля старої школи

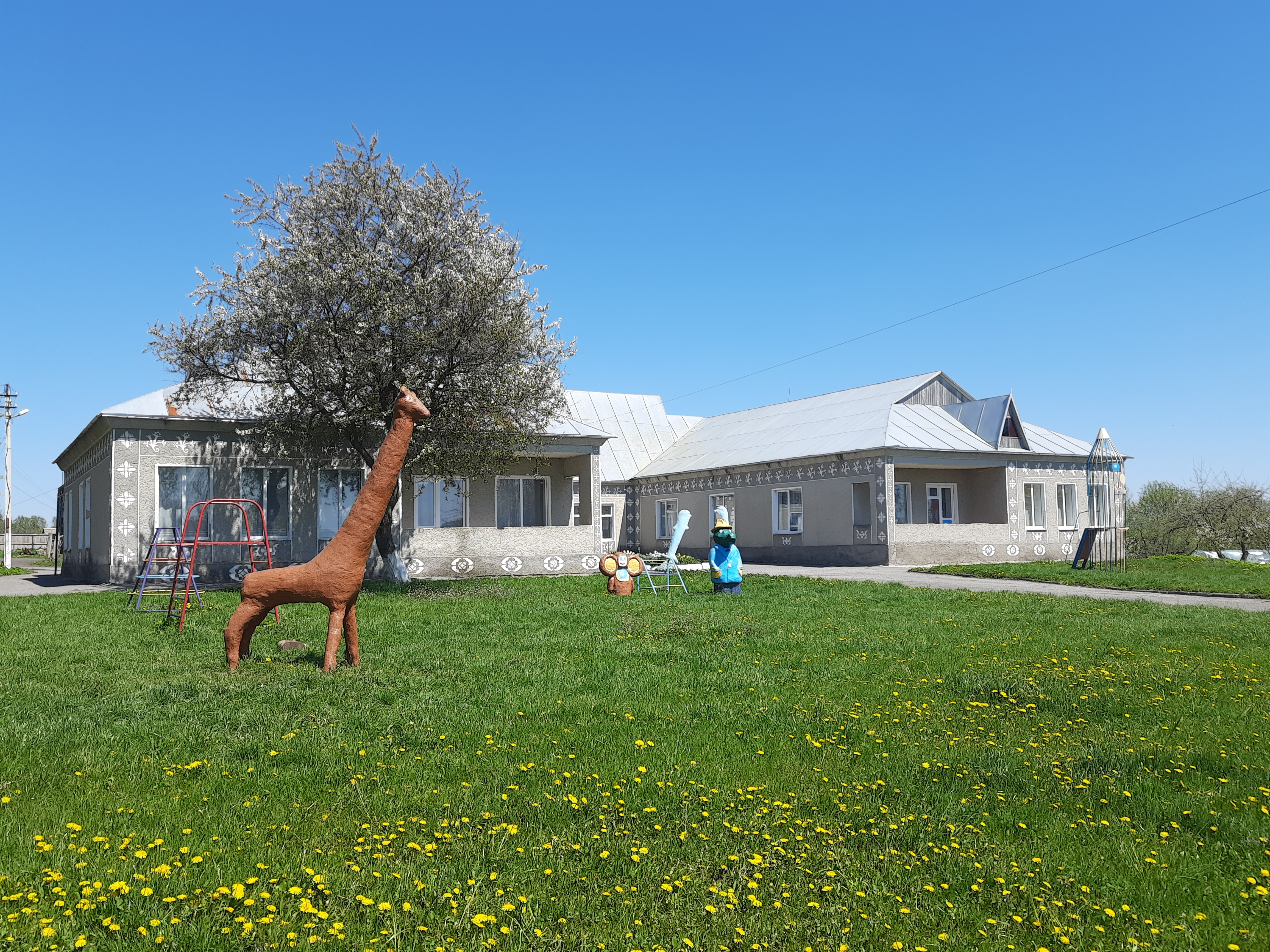
Дитячий садок

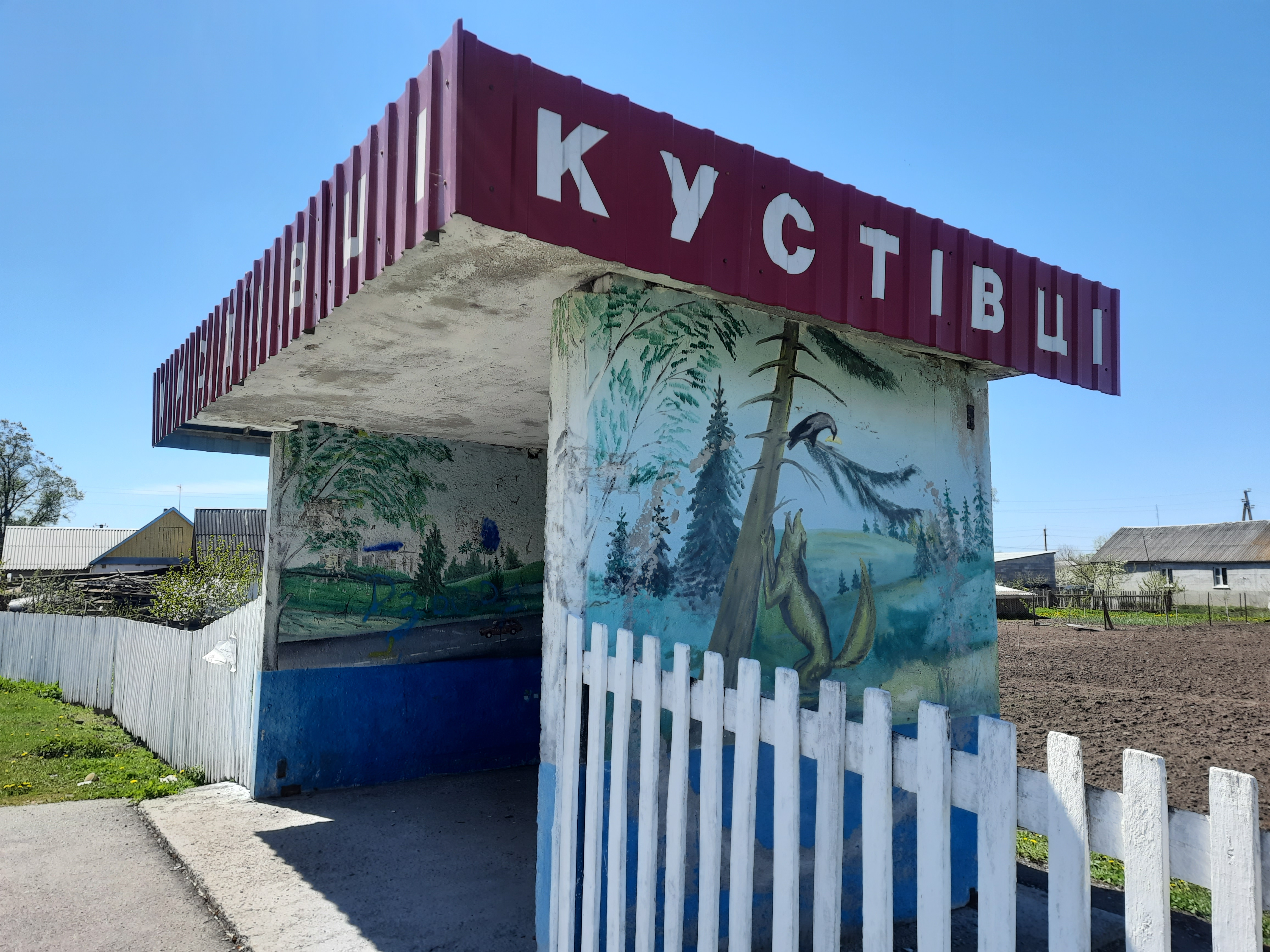
Автобусна зупинка

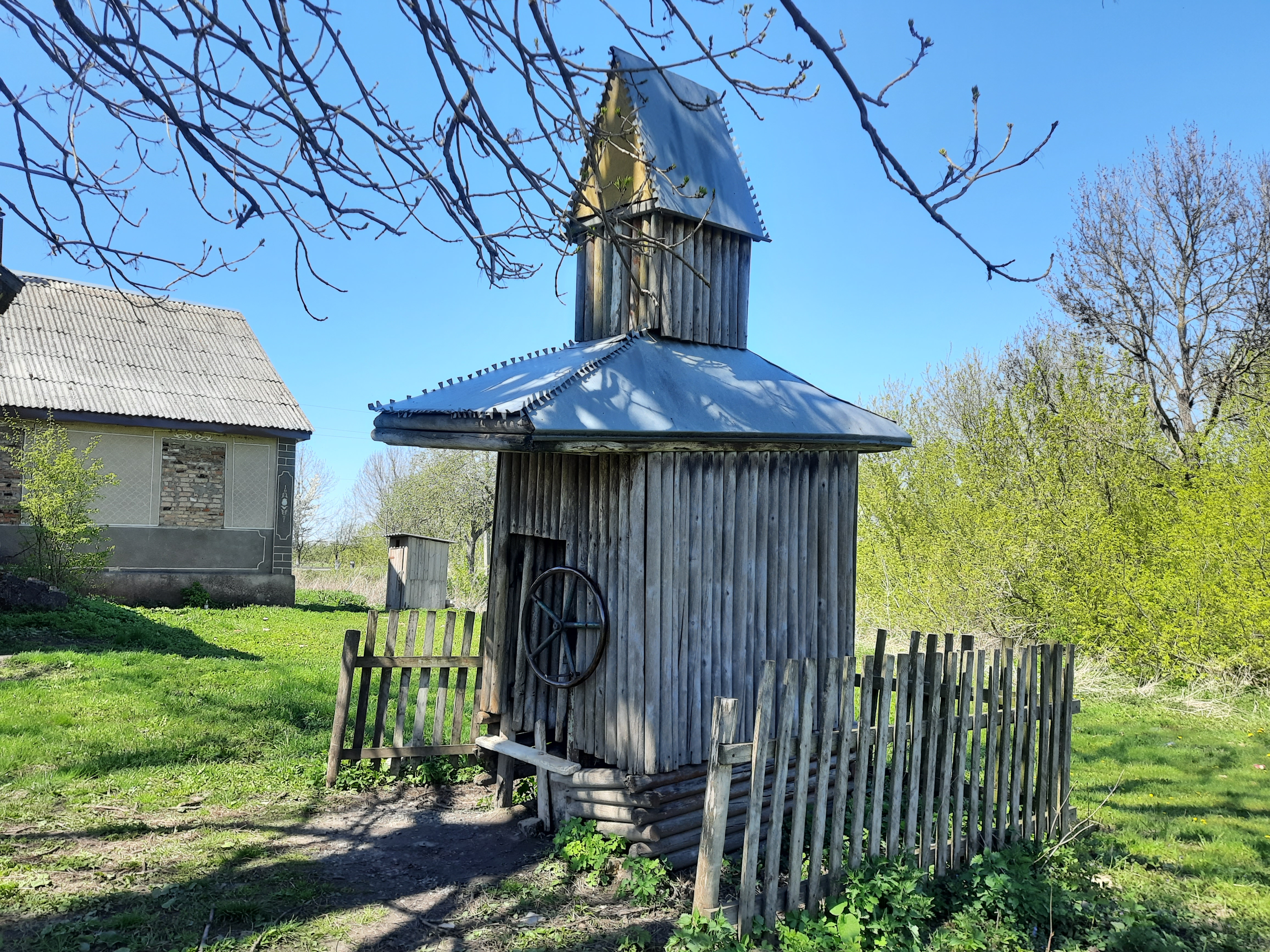
Сільська криниця

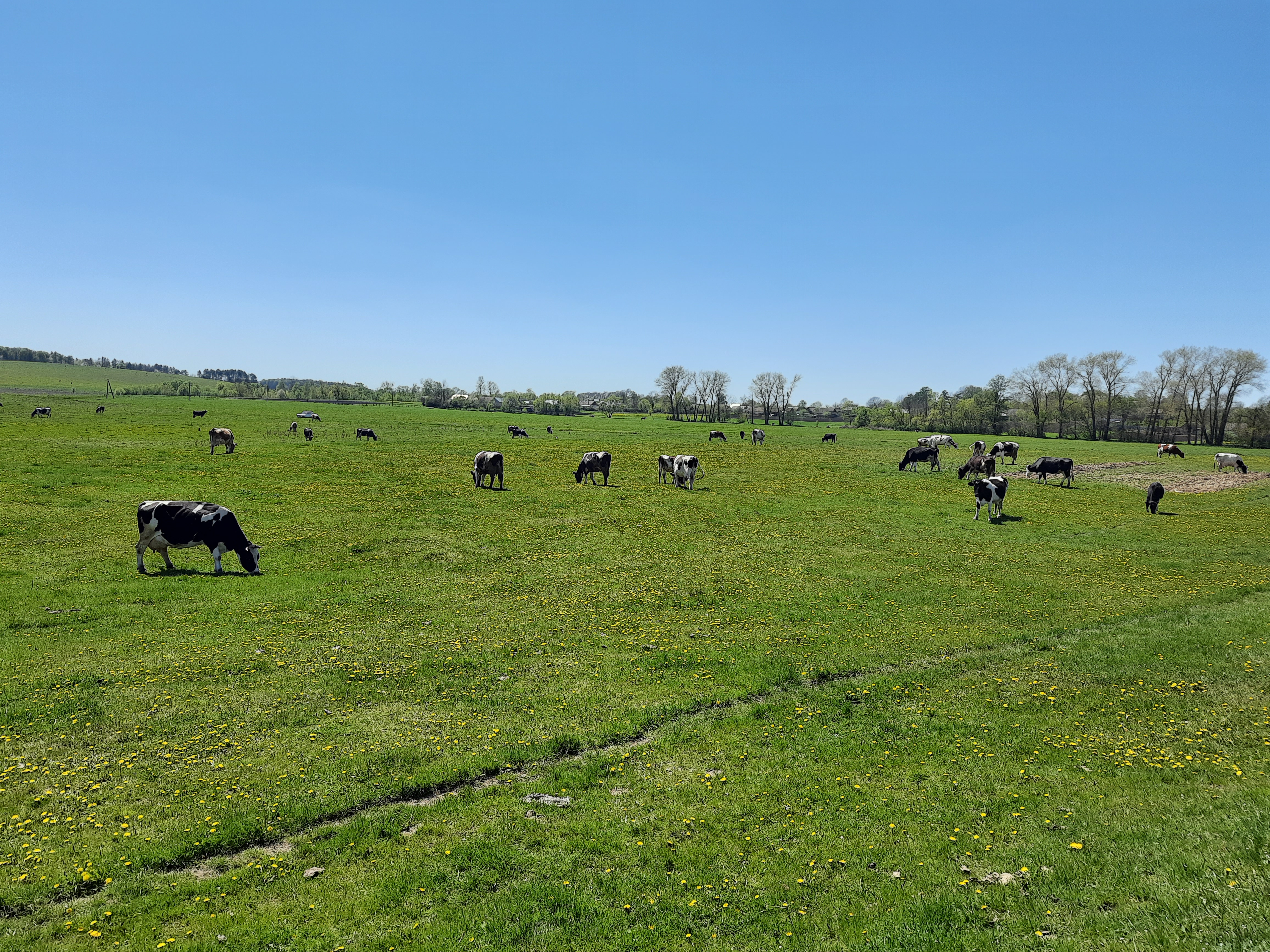
Краєвиди довкола села

Ку́стівці — село в Україні, у Полонській міській громаді Шепетівського району Хмельницької області. Населення становить 896 осіб. До 2018 орган місцевого самоврядування — Кустовецька сільська рада.

## Герб
Затверджений 4 червня 2015 р. рішенням сесії сільської ради. Автор - О.С.Підгурський.
Щит понижено перетятий двічі лускоподібно і шипоподібно на червоне, зелене і лазурове. В першій частині летить сорока; в другій лускоподібна чорна нитка; у другій і третій частинах вистрибує золотий окунь.

## Легенди села
Легенда про заснування села розповідає, що в епоху середньовіччя береги річки Деревички були сильно порослі непрохідними кущами верболозу. Селяни, які втікали від своїх панів — кріпосників, сподобали це місце, збудували хатинки і були впевнені, що тут їх не знайдуть панські посіпаки. А село своє назвали «Кустівці», щоб і правнуки пам'ятали про кущі. Інша легенда про урочище «Галас», яке розташоване за 570 метрів на південний схід від села. Під час одного з татарських нападів, заховалися кустів'яни в лісі, проте, великий галас здійняли сороки, потривожені людьми і здогадалися татари, що там ховаються люди. Кинулися в ліс, і полонили майже всіх людей. З того часу і збереглася в народній пам'яті недобра згадка про урочище…

## Давня історія села
Перша достовірна писемна згадка про село Кустівці належить до 1601 року, коли було зроблено опис сіл Полонщини, поруйнованих татарським набігом. В цьому переліку є село Кустівці.
Людські ж поселення на берегах річки Деревички існували ще в епоху кам'яної доби, про що свідчать численні знахідки — кам'яні рубила, сокири, ядра. Археологічні знахідки 1852 року виявили декілька поховань в яких було знайдено спіралеподібні браслети, шийну гривню, двощиткову фібулу. Жителі села і сьогодні в навколишніх урочищах знаходять багато кам'яних знарядь праці прадавніх людей. Кам'яні скребачки, рубила, сокири, зернотертки датуються від 10 тис. років до нашої ери і є самим найціннішими експонатами шкільного історико-краєзнавчого музею села. З 1494 р. Полонська волость переходить у власність князів Михайла і Констянтина Острозьких. Наш край неодноразово зазнавав лиха від страшних татарських нападів.
У 1740 році в селі збудували п'ятикупольну церкву в ім'я Покрови Богородиці. В 1872 році церква на кошти прихожан і священика була розширена і стала однією з найкращих в окрузі. Ця церква була зруйнована більшовицьким активом у 1933 році під час колективізації, залишився лише фундамент. Село Кустівці, після реформи 1861 року, стало волосним, з управою та «холодною».
8 жовтня 1839 року при сільській церкві запрацювала приходська школа, де навчав грамоти селянських дітей (25 хлопчиків) священик Якіб Козубський. В XIX столітті кустів'яни були кріпаками пана Еразма Адольфовича Рсцішевського. В селі було 130 дворів. Після аграрної реформи селяни отримали землю: 100 дворів — по 9 десятин землі, 30 дворів по 18 десятин, це була так звана «верхівка». (Одна десятина землі дорівнює 11х11 метрів.) Всього між селянами було розділено 1500 десятин і стільки ж залишалося у пана, правда панові залишилися самі найкращі землі. Незабаром, частина селян збагатилися, заможними стали родини: Зосима Самчука, Корнія Кравчука, Лукаша Бондарчука, Григорія Вельми, Івана Ковтонюка, Назара Чабанюка, Івана Вельми, Петра Рижука, Степана Комісарука, Микити Гальського. Є згадки про село і під час польського повстання 1863 року проти російського царизму. Так 9 (або ж 19 травня) до села підійшла з села Черна група повстанців- поляків під командуванням поміщика Едмунда Ружицького. Близько 60 вершників за'їхали в село, а решта розташувалася за греблею. Польські повстанці під'їхали до винокурні, збили замка на дверях, у приміщенні знайшли акцизного наглядача і стали вимагати з'явитися власника винокурні Нухима Шпая. Коли той прийшов, у нього відібрали 900 карбованців і близько 40 відер горілки. Селянам, котрі зібралися на той час, наказали не платити більше 15 копійок за «око» горілки (1,23 літра). З старости села зняли знак. У волосному правлінні знищили статутні грамоти, порвали портрети царя і цариці, затим зірвали царські герби, з приміщення волосного правління та суду і розбили їх. Повстання проходило під гаслом "за нашу і вашу свободу ", але жителі села не підтримали повстанців, так як не повірили у польські обіцянки на краще життя. Свідками тих подій були селяни: І.Головатюк, Грицько Трохимчук, М.Юрчук, К. Білоус, Терешко Ткачук та Юрко Пінькас. Після цього загін вирушив у напрямку с. Москалівка, дорогою відбулася перестрілка з царськими карателями. Повстанці ухилилися від сутички з переважаючими силами ворога і скориставшись рельєфом місцевості вислизнули вздовж річки в напрямку чернівського лісу. В кожному селі повстанці збирали людей і читали свою програму вимог, так звану « Золоту грамоту», закликали людей не відбувати панських повинностей, а якщо і працюють, то вимагали гроші за роботу.
Загін Е . Ружицького рейдував навколишніми селами: Полоне — Сягрів — Нучпали — р. Случ — Свинна — Мацевичі — Білецьке — Черна — Кустівці — Москалівка — Воробіївка — Остропіль — Любар-Бичеве — Онацківці — Сасанівка — Коськів — Пеньки — Мальки — Лисинці — Лажки — Медведівка — Салиха — Велиця — Новоставців — Антоніни — Олійники — Воронці — Шибека і за тим вийшли за кордон, на територію Австро — Угорської імперії. Ці дані зафіксував Фома Онуфрійович Марчинський 9(19) травня 1863 р.

## Початок XX століття
До 1917 року на території села Кустівці розташовувалися два панські маєтки та один фільварок орендаря Павського, на «Карповій». Один маєток знаходився на південний схід від села за " Галасом ", майже під Чернівським лісом, на березі невеликої річки.
На початку 1917 року його власник розпродав землі та майно селянам, а сам виїхав за кордон. При невеличкій садибі залишив сторожа — управителя Огніцького. Цей чоловік пережив переворот і згодом оселився на Голубчі, де і сьогодні проживають його нащадки. Найбільший і найкращий маєток був у пана Росцішевського. Його садиба знаходилася на території сучасної Кустовецької школи і дитячого садка. Кам'яний будинок був великий, гарний з багатьма кімнатами, критий гонтою, пізніше перекрили залізом. Панську садибу розділяв ставок з невеликою річкою. До будинку була прокладена алея, вимощена червоною цеглою і обсаджена каштанами. Така сама алея була прокладена до господарського двору, який знаходився за ставом. Гребля обсаджена вербами, красивий арковий міст приємно милували око. Цією алеєю селянам і слугам було заборонено ходити. Вся садиба, разом з великим садком (на схід), липовим парком, були обнесені високим дубовим парканом. Невеликий фільварок орендаря Павського знаходився в західній частині села, на «Карповій», поряд із ставком. Старожили пригадують, що Павський жив не дуже заможно, він не цурався сам селянської роботи. Правда, мав кам'яний будинок, покритий залізом. Не підтримуючи революції, Павський покинув господарство і виїхав до Польщі. Можливо, його від*їзду сприяла пожежа, яка трапилася приблизно в той же час. Згодом, залишки будівель, камінь і цеглу розібрали селяни на власні потреби. Основною культурою в селянських господарствах було вирощування жита, пшениці, овесу і картоплі, а в панських — пшениці і цукрового буряка.
За адміністративно — територіальним поділом, с. Кустіці відносилося до Воробіївської волості Полонського повіту Волинської губернії.
7 (20) листопада 1917 року, відповідно до Третього Універсалу Української Центральної Ради, увійшло до складу Української Народної Республіки.
У грудні 1920 року в селі був організований революційний комітет, (ревком) головою якого був Остапчук Семен Михайлович. Дещо пізніше, був утворений інший орган влади — комітет бідноти. Комбіди і ревкоми розглядалися більшовиками як опорні пункти на селі.
У квітні 1921 року в селі, колишні червоноармійці, організували більшовицьку партійну ячейку, згодом вони були вбиті повстанцями.
В 1936 році членів радгоспу разом з сім'ями та майном було переведено до м. Біла — Церква. Там створювали велике зразкове господарство.1 вересня 1921 року в селі було створено перше колективне господарство ТСОЗ. В ТСОЗ об'едналися селяни, яким важко було власноруч обробляти землю. Довідка: ТСОЗи -товариство спільної обробки землі, у товаристві колективізується земля і посіви. Кустовецький ТСОЗ об'єднав 4 сім'ї ,188 десятин землі, працездатних було — 4, їдоків −14, коней — 6, лошат — 3, корів — 3, телят — 3, овець — 6, свиней — 2, птиці — 10, плугів — 2, борін — 6, лущильників −1, брички — 3. Р-2030:СП-1:ОД. хр. Держархів Хмельницької обл. № 85: л-5.Під час голоду 1921—1922 років в селі був організований притулок для 200 дітей сиріт з Поволжя.. Дитячий будинок знаходився в панському будинку Рзчишевських, а в другій половині працювала сільська школа. Старожили пригадують, що діти були дуже знесилені та виснажені, харчували їх вкрай погано. Нещасні ходили селом і просили хліба, пропонували ґудзики від свого одягу. До весни 1922 року вони майже всі померли. В живих залишилося мало і їх забрали до Полонського притулку весною. Незабаром, у 1923 р., з невідомої причини панський будинок згорів. Цеглу і каміння розібрали селяни. До 1933 року в селі працювала церква, службу правив священик Чихмановський. В 1933 році церкву розібрали, а восени 1934 р. Чихмановського заарештували і вислали з села.́

## Школа в селі
В державному історичному архіві м. Києва знаходиться досить цікавий для краєзнавців документ «… Рапорт Новоград — Волинского Земского исправника от 18 ноября 1860 года № 936 со представлением в Петербург ведомостей о школах открытых при приходах…» З цього документа, ми вперше довідуємося, що школа в с. Кустівці була відкрита 8 жовтня 1839 року при сільській церкві і навчав грамоти селянських хлопчиків священик Якіб Козубський. 25 дітей стало навчатися елементарній грамотності. З 1875 року дітей навчає вчитель Брайковський. На той час в селі збудували школу — будинок, велика кімната в якій навчалося одночасно три групи дітей, у другій половині будинку була квартира для вчителя. Термін навчання в початкових школах, як правило, не перевищував три роки. Рівень знань був не високий, як правило вчили читати, писати, рахувати. Школу відвідувало не більше дітей шкільного віку, дівчата в школу не ходили. За період з 1875 по 1918 рік лише дві дівчинки заможних батьків закінчили три групи навчання, Чабанюк Олена та Братасюк Оксеня. Батьки не мали змогу дати освіту своїм дітям. Тому, лише четверо сільських хлопчаків закінчили так звану двокласну школу — Білецьку та в м. Полонне; Нестерук Нечипір — жив у Москві, Рижак Іван емігрував до Америки. Антонюк Адам — проживав в Полонному. Чабанюк Сергій — вчителював в с. Кустівці. В селі восени 1921 році була відкрита початкова школа, яка знаходилася в панському будинку. Дітей навчав вчитель Вовчок. Коли будинок згорів, школу організували у хаті священика, яка знаходилася на місці сучасного будинку культури. З роками збільшується кількість учнів і в 1925—1926 рр. їх навчає вчитель з с. Білецьке Іван Олексійович Сидорук. В роки НЕПу село стало багатіти і сільська громада на власні кошти будує нову двокімнатну школу з квартирою для подружжя вчителів Вовк Ганни і Лукашевич Івана Матвійовича. У 1928 році вони виїхали, а дітей продовжували навчати нові вчителі — Коржанівські Володимир Михайлович та його дружина Софія Вікентіївна. Подружжя самовіддано працювало з дітьми. Сам Володимир Михайлович чудово грав на скрипці і співав, організовував гарні концерти з дітьми. Проте, в 1932 році Коржанівський був заарештований органами ДПУ, і подальша його доля невідома. Софія Вікентіївна виїхала до м. Полонне. Напередодні 1932 року в село прибули нові вчителі: Абар Йосип Володимирович, Гурський та Столяров Адам Кузьмович. На базі початкової школи було організовано семирічну, у новому приміщенні. Директором призначили Столярова А. К.., червоного командира, його доля невідома, "загубився « в роки війни. В 1938 році в селі збудували велику гарну школу 10 — річну. Сьогодні це приміщення „старої“ школи. Жителі села з повагою пригадують вчителів цієї десятирічки — Панащук, Братасюк Петра, Суботін, Коштак, Цихмайструк, Сильверструк, Кулигін Яків, Палаш — історик, Чабанюк Сергій Григорович, (укр.мова), Никончук Степан Михайлович, Куберська, Рябокляча Паша Радіонівна (молодші класи), Миколайчук Явдокія, директор школи Горбач, (в 1943 році Горбача розстріляли нацисти).1 вересня 1945 року діти знову пішли до школи. З кожним роком збільшувалася кількість дітей і вчителів Кустовецької школи. В 1973 році коли головою колгоспу був Солончук Борис Петрович, закінчили будівництво нової середньої школи на 500 учнів. Під керівництвом мудрих, відданих своїй справі людей — Чабанюка С. Г. , Костецької С. Г., Паламарчука, І. Я., Міненко Г. П., Піскуна П. Ф., Лісовського А. І., Мірошниченко Ф. Е. , Маліончука П. І. , Шилюка В. І. — зі школи виходять люди, якими гордиться наше село, а школа гордиться своїми учнями. Особливо з 1924 по 1929 роки односельчани стали багатіти, як і по всій Україні. Стали люди купувати коней, худобу, інвентар тощо. В 1925—1926 рр. відбувся перерозподіл землі (чотириполка). Всі землі, що належали селу (окрім господарської), було поділено на чотири поля. Три поля селяни сіяли, а четверте залишали під пар, де випасали худобу. Поряд із землеробством, розвивались і кустарні ремесла та промисли, особливо ткацтво. Проте, поряд із заможними селянами, у селі були і бідняки, які мали землю та не було коней, щоб її обробляти. Безкінні селяни здавали свою землю в оренду, так званий „спіл“, за половину вирощеного. Якщо під час жнив, якщо наймали робітника, то йому давали їсти і за один день роботи платили пуд зерна(16 кг)У 1924—1927 рр. було утворено нові поселення, щоб людям було зручно обробляти свої землі, „Галас“ — понад 50 господарств, 200 −250 га землі, „Голубчу“ — 110—115 господарств і хутори на „Рудках“- понад 70 господарств, від „попового лісу“ до с. Онацківці. Радянська влада дозволила селянам по добрій волі переселятися на облюбоване місце, отримувати наділ землі й господарювати. Селяни розбирали свої хати, хліви та клуні і перевозили на нове місце. У 1925 році невідомі особи вбили одного з перших комуністів села Човпуна Панаса Адамовича, а в 1927 році на Голубчі забили Ткачука Івана. З великими почестями вони були поховані у с. Кустівці.

## Колективізація
В 1927 р. Черговий з'їзд ВКП(б) проголосив нове завдання — колективізацію сільського господарства. Замість одноосібних господарств було вирішено створити великі колективні господарства — колгоспи, у яких все буде спільним: земля, худоба, знаряддя праці. Для організації колгоспів в села направлялися партійні працівники, віддані радянській владі, та робітники, які б мали довести селянам що в колгоспі їм буде краще жити і працювати. У 1929 році листопадовий пленум ЦК ВКП(б) ухвалив рішення про необхідність прискорити колективізацію, особливо в Україні. З метою створити якомога швидше колгосп в Кустівцях до села прибув „двадцятип'ятитисячник“ Андреєв Андрій Андрійович, росіянин, він очолив сільську Раду. З 1930 року розпочинається трагічна сторінка в історії села, коли людей проти їх волі стали висилати за межі району, області, республіки. В січні 1930 року сільський актив став агітувати селян записуватися в колгосп. В сільську Раду стали викликати селян і переконувати щоб вони писали заяви. З десяток сімей вступили до колгоспу. З сільської церкви зробили комору і селяни стали звозити зерно для посіву, а реманент збирали до колишніх панських господарських будівель (так зване приміщення „Сільгоспхімії“). Проте, коли селом „розлетівся“ чутка, що будуть усуспільнювати майже все майно і худобу, почалася так звана „Волинка“. Люди кинулися розбирати своє зерно і реманент, особливо активними були жінки. Ці події відбувалися в березні 1930 року. Терміново до села прибув каральний військовий загін з Полонного. Піхотинці стали окопуватися за селом, на „Горі“, а вершники, числом в 50 шабель, зайняли село. Відразу розпочалися арешти „зачинщиків“.
Заарештували понад 30 чоловіків та жінок, серед них:
1. Нестерук Микола
2. Шевчук Іван
3. Мельничук Ганна
4. Бондарук Мартоха
5. Солончук Мотря
6. Затурець Грицько
7. Затурець син
8. Бондарук Кузьма
9. Юрчук
10. Вакула
11. … Пилип
12. Нестерук Василь
13. Юрчук Грицько
14. Мацюк Петро
15. Юрчук Йосип
16. Солончук Адам
17. Очківський Микола Романович
18. Чабанюк Яків Тарасович
19. Чабанюк Олекса
20. Солончук Мирон
21. Гедзюра Єва
22. та інші
Заарештованих відправили до Ізяславської в'язниці. Після короткого слідства вони підлягали виселенню в Краснодарський край. Рідні і близькі, які не бажали розлучатися, чоловіки, жінки, діти і батьки, були вивезені на станцію Миропіль. На кожну сім'ю дозволили взяти добра по дві підводи, проте, дорога в Сибір для багатьох виявилася останньою. Дорогою від холоду і голоду померло багато людей, особливо дітей. Так в Бондарука Кузьми і його дружини на руках померло троє дітей віком 2-6-8 років… Бондарук Любов Кузьмічна з жахом розповідала, що її батьки похоронити діток не мали змоги, а закопували в сніг залізничного насипу. Вона сама не може зрозуміти як вижила в тих жахливих умовах. До села повернутися їй дозволили після II Світової війни.
Вислані люди не були ворогами Радянської влади, вони просто не бажали розлучатись зі своїм майном, землею, худобою, всім тим, що нажили їх батьки та вони самі, кривавим потом і мозолями.
Не зуміли комуністи організувати колгосп весною 1930 року, кожен господар сіяв і збирав врожай сам. Після жнив, активісти знову почали створювати колгосп. Погрозами і залякуванням, у більшості випадків, за зиму 1930—1931 рр. колгосп організували і назвали його „13-и річчя Жовтня“. До колгоспу вступило 30 сімей. Першим головою колгоспу був призначений Чабанюк Сергій Григорович, потім був Рудишин, Музика Назар з Котелянки.
Одноосібникам залишили віддаленні і менш родючі землі. Майже всі, хто проживав на хуторах до колгоспу не записалися. Адже знову треба б було переселятися в село. Радянська влада стала обкладати одноосібників непосильними податками. Як пригадував Юрчук Іван Демковвич, його батько в 1932 році три рази возив податок в Полонне і врешті — решт змушений був написати заяву до колгоспу. Хто не міг виконати податок зерном, підлягав „розкуркуленню“- виселенню з повною конфіскацією майна, худоби і продуктів. Дуже часто, сім'ю просто виганяли з хати, рідня боялась приютити, щоб самим не потрапити до списків на „розкуркулення“.
Особливо скрутне, трагічне становище склалося восени 1932 року. В одноосібників відбирали всі продукти, які знаходили на садибі. Сільський актив, який очолювала Антонюк Катерина — секретар сільської Ради, ходив по одноосібниках і відбирав все їстівне. Худобу заводили в колгоспну ферму, хати і господарські приміщення розбирали і звозили на колгоспний двір, а людей з діточками кидали напризволяще. Особливо у великому голоді опинилися хуторяни — одноосібники.

## Голодомор 1932—1933 рр
Вже восени 1932 року одноосібні господарства кустів'ян переживали страшний голод. Голодомор 1932—1933 рр. відрізняється від інших тим, що він був організований штучно сталінською владою, щоб зламати волю селянську. Масове вилучення зерна з колгоспів, не видача хліба на зароблений трудодень, призводило до голодування, породило стихійний саботаж селянами колгоспної праці і як наслідок, наступило різке падіння хлібозаготівель. І тоді, Й. Сталін вдався до конфіскації усіх хлібних ресурсів, в основних хлібородних районах — в Україні, Поволжі і на Північному Кавказі. Залишившись без хліба, селяни їли собак, котів, щурів, корінці. Адже, згідно з постановами Раднаркому УРСР та Політбюро ЦК КП(б)У від листопада 1932 року, „Про заходи про посилення хлібозаготівель“, в Україні були санкціоновані штрафи картоплею та м'ясом. Після тотальної конфіскації врожаю населення України та Кубані почало вимирати. Люди гинули від фізичного виснаження, отруєння, вбивств, самогубств. Люди божеволіли і починали їсти трупи померлих. Люди пам'ятають жахливі факти поїдання дітей, або родичів.

### Некропіль України. с. Кустівці. 159 безневинних душ.
1. Вельма Петро Савович
2. Вельма Петро Якимович
3. Вельма Степан Петрович
4. Вельма Степан Прокопович
5. Вельма Степан Іванович
6. Вельма Степан Трохимович
7. Вельма Тетяна її мати і четверо дітей, 2 дівчинки до 12 років та 2 сини Іван, Петро
8. Вельма
9. Вельма
10. Вельма
11. Вельма Іван
12. Вельма
13. Вельма
14. Вельма
15. Вельма Гнат
16. Вельма Ярина Демидівна
17. . . . . . . . Вакула
18. Гавадза Ганна Юхимівна
19. Гавадза Іван
20. Гавадза Марія Юхимівна
21. Гавадза Олександр
22. Гавадза Онопрій Юхимович
23. Гавадза Юхим Терентійович
24. Гедзюра Варка Василівна
25. Гедзюра Юрко Трохимович
26. Головатюк Любов Трохимівна
27. Головатюк Тимофій Савович
28. Головатюк Ольга Тимофіївна
29. Дубицький Василь Савович
30. Дубицький Іван Оксентійович
31. Дубицька Ганна Степанівна
32. Дубицький Микита
33. Свирид Адам Денисович
34. Свирид Андрій Кирилович
35. Свирид Гнат Кирилович
36. Свирид Єва Денисівна
37. Свирид Марія
38. Свирид Параска Адамівна
39. Свирид Трохим Адамович
40. Солончук Віра Нечипорівна
41. Солончук Левко Іванович
42. Солончук Анастасія Олексіївна
43. Строкачук Тихін
44. Строкачук Хима
45. Солончук Адам
46. Солончук Мирон
47. Солончук Мотря та її два сини
48. Солончук
49. Солончук
50. Дубицький Семен
51. Дубицький Яків
52. Бондарук Мартоха Гнатівна
53. Бондарук Кузьма
54. Затурець Ілля його дружина та дочка 8 років
55. Затурець
56. Затурець
57. Івчук Андрій Іванович
58. Івчук Сава Григорович р.н. 1897
59. Іщук Нечипір Василйович
60. Калитюк Іван Іванович
61. Калитюк Марія
62. Калитюк Катерина Онопріївна
63. Карнафель Хотина Оверківна
64. Клюцук Гнат
65. Коврига Федір
66. Коврига Григорій
67. Ковтонюк Ганна
68. Комісарук Михайло
69. Комісарук Наталія
70. Комісарук Онопрій
71. Комісарук Роман
72. Кравчук Антоніна Федорівна
73. Кравчук Іван Ульянович
74. Кравчук Йосип
75. Кравчук Катерина Онопріївна
76. Кравчук Михайло Михайлович
77. Кравчук Михайло Федорович його дружина та син 8 років
78. Кравчук Варвара
79. Кравчук
80. Кравчук Марія Федорівна
81. Кравчук Микита
82. Кравчук Євдокія Давидівна
83. Кравчук Петро та його дружина
84. Кравчук
85. Кравчук Надія
86. Кравчук Степан Федорович
87. Кравчук Тетьяна
88. Кравчук Ульяна
89. Кравчук Федора
90. Кравчук Явдоха Данилівна
91. Кравчук Наум
92. Криконюк Ганна Степанівна
93. Маярчук Іван Федорович і його два сина до десяти років
94. Маярчук
95. Маярчук
96. Маярчук Надія Іванівна
97. МаярчукСтепан Іванович
98. Мельнічук Мотря
99. Назарук Василь Дмитрович
100. Назарук Володимир
101. Назарук Олександр
102. Назарук Христя
103. Нестерук Марія Трохимівна
104. Нестерук Мартоха
105. Нестерук Петро
106. Остапчук Петро і його син 6 років та дочка 8 років
107. Остапчук
108. Остапчук
109. Остапчук Василь Петрович
110. Остапчук Денис
111. Остапчук Марія Павлівна
112. Остапчук Михайло Петрович
113. Остапчук Наталія Петрівна
114. Остапчук Олександр Петрович
115. Паламарчук Антоніна Яківна
116. Пінькас Олекса Семенович
117. Пінькас Григорій
118. Поліщук Кіндрат
119. Поліщук Андрій Кіндратович
120. Поліщук Денис Кіндратович
121. Поліщук Микола Кіндратович
122. Поліщук Іван Кіндратович
123. Поліщук Панас Кіндратович
124. Рижак Любов Іванівна
125. Рижак Павло Іванович
126. Рижак Петро Іванович р.н.1920
127. Рудюк Іван Пилипович
128. Рудюк Пилип, дружина і дочка 8 років
129. Рудюк Федоська
130. Рудюк
131. Чабанюк Петро, його дружина і дитина 6 місяців
132. Чабанюк
133. Чабанюк
134. Шевчук Василь Іванович
135. Шевчук Роман Іванович
136. Фещук Григорій Архипович р.н. 1932
137. Хуторний Григорій р.н. 1896
138. Хуторний Павло Григорович р. н. 1918
139. Ткачук Іван Харитонович
140. Ткачук Федір Харитонович р. н. 1923
141. Трохимчук Іван р. н.1914
142. Юрчук Василь Федорович
143. Юрчук Петро Федорович
144. Юрчук Тимофій Федорович
145. Юрчук Захар
146. Юрчук Михайло Демкович
147. Юрчук Федір, його дружина та 4 дітей
148. Юрчук
149. Юрчук
150. Юрчук
151. Юрчук
152. Юрчук
153. Трохимчук Єва
154. сім'я „Мітяшів“ або» Микиташів", 5 душ, прізвище невідоме
155. . «Мітяшів». . .
156. . «Мітяшів». . .
157. . «Мітяшів». . .
158. . «Мітяшів». . .
159. Човпун Яків Петрович.

Померлих людей звозили до цвинтаря і вкидали тіла до великої ями, коли вона ставала повною, її загортали і викопували нову. Чоловікам, які звозили тіла нещасних, давав колгосп великий буханець хліба в день.
Всі 159 прізвищ та імен померлих людей записано зі слів односельчан, тому можливі незначні помилки. Померлих від голоду було б значно більше, якби членам колгоспу не давали по 100 грамів хліба на день і варили обіди, малокалорійну юшку. Батьки ці обіди віддавали своїм дітям і вони врятували життя багатьом. В 1932—1933 роках до села прибилося багато людей з України. Вони просилися до кустів'ян по 3-5 сімей в хату на постій, а на роботу наймалися в радгосп за їжу. Під час голодомору в селі знову організували дитячий будинок для сиріт і знову більшість дітей через погане харчування померло. Очевидці тих подій не люблять розказувати і ділитися спогадами .Жителі сусіднього села Москалівка були в кращому становищі тому, що вони працювали на державну науково — дослідну насіннєву станцію, вони отримали зерно на зароблений трудодень і в них по хатах не відбирали продукти.

### Спогади про голодомор
Юрчук Олександр Якович розказує. Восени, десь в жовтні — листопаді сільський актив, очолений Головою сільської Ради, Антонюк Катериною, особливо напосідав на жителів хутора. Вранці на підводах приїжджали до чергової жертви, вривалися до хати і починався погром. В першу чергу на підводи вантажили зерно, картоплю, борошно, крупи і все їстівне, що було в хаті, затим в'язали одяг, подушки, білизну. Сльози і плач на мародерів не діяв, вони ще й сміялися і глузували з нещасних людей, мовляв потопіть своїх дітей в канавах. На другий день розбирали хату і всі господарські хліви та клуні. Одна сім'я навіть змушена була з маленькими дітьми зимувати просто неба, під піччю. Був в селі глухонімий 25-річний чоловік кремезної статури. Вже в листопаді 1932 року від голоду він був дуже знесилений, опухлий. Снігу не було, мела поземка, стояв мороз. Пішов до лісу назбирати диких гниличок, яблук і груш та й не повернувся додому. Більше його ніхто не бачив, а люди казали що його вбили і з'їли на хуторі, навіть прізвище тих людей називали. Проте, знаючи прізвища, я з моральних міркувань також не буду їх називати, бо в селі проживають їх родини. Голод довів людей до божевілля. Яким нелюдом треба бути, щоб зарізати власного сина? Олександр Якович свідчить, дуже голодувала одна сім'я. І тоді батько взяв ножа, підійшов до дворічного сина і став його в ліжку різати на очах матері. Мати дуже кричала, щоб він не займав дитину, просила і блага, проте порятувати дитину не змогла, бо була сама такою немічною, що встати, доповзти до дитини вже не могла.
В селі Голубча, чоловік послав жінку в село Лабунь виміняти солі. Коли вона прийшла додому, чоловік зарізав її і шестимісячну дитину, але дожити до весни не зміг, збожеволів і помер. Під час жнив, жінки, які жали жито знайшли голову жінки і маленької дитини.
Юрчук Марія Йосипівна, 1918 року народження розповідала. "Голодомор 1932 року я пам'ятаю, щоб ніхто так більше не бачив і не знав. В тому році були дуже великі податки, влада забирала все, чи то пригорщу квасолі, чи гороху, одежу добру, подушки, полотно і на щось клоччя. Забирали все підряд, замітали, худобу, зерно, вишиті сорочки, рядна. Не було в що переодягнутися. Був такий вчитель в селі, Гурський, він ходив по хатах і з ним ще ходили виконавець, посильний, якась жінка і ще 3—6 чоловік. За те що вони відбирали по хатах, їм ніяких винагород не давали, так все робили. Документів у них і повноважень не було ніяких, люди боялися всі і ніхто їм не перечив. Люди лише плакали. Нас було в сім'ї 6 душ. Мама, тато, старший брат з жінкою, я і менший брат. В господарстві було двоє коней, корова, порося і нас вже вважали куркулями. Поприходили і позабирали все до колгоспу. Зраза вислали старшого брата із жінкою, потім батька, забрали навіть трирічного брата Степана, але потім в рядні привезли назад, тому, що не було де його подіти. Маму спаралізувало від того кошмару. Ці активісти ходили і відбирали без зброї, у них були такі довгі залізні «шпички». Штурхали ними скрізь, шукали де хто і що міг сховати від них. Щоб врятуватися від смерті, ховали від грабіжників і в загату, і під стріхою, закопували в землю продукти. Хто був записаний до колгоспу і ходив туди на роботу, видавали їм в день миску юшки з віки, з тої, що коней годували і по грам 200 хліба. Хай бог простить, його собаки не хотіли їсти. За жменьку колосків з поля, людей забирала вночі міліціонери і більше їх ніхто не бачив. Всюди сторожі і донощики.
Нестерук Ніна Якимівна розказує про свою рідню. Одноосібник Нестерук Гриць мав багато дітей, четверо старших подали заяву в колгосп стали працювати. Після жнив на зароблений трудодень отримали багато зерна. Додому привезли повну машину зерна, родощам не було меж. Під час голоду, став старий Гриць ділитися зерном із родиною та сусідами, злі люди донесли в сільську Раду і прийшли активісти, стали вигрібати всі продукти: зерно, борошно, крупи, картоплю, сухофрукти, сало та все інше їстівне. Завантажили на 16 підвід і влаштували в хаті гулянку. Дітей загнали на піч, господарів у хлів, викликали колгоспну куховарку, щоб готувала їсти. Самі в хаті пиячать, об'їдаються, а дітки маленькі, налякані та голодні із печі спостерігають, лише пізно вночі покинули активісти хату. Жінка, яка готувала їсти із награбованих продуктів, кинула дітям на піч декілька коржів, але так щоб ніхто не бачив, коли вже всі були п'яні. Від голодної смерті сім'ю врятувала корова, її вранці виганяли в «чагарі» пасти, про неї забулися активісти, а добрі люди заховали, а потім повернули, через декілька днів. Всякі люди були в селі, каже Ніна Якимівна із сумом, і додає, як і сьогодні. Про голодомор в Україні, комуністичний режим ретельно приховував правду. Проте, правда розійшлася по світу. Був такий факт. Із Сполучених Штатів прибули пароплавом до Одеси двоє чоловіків кустів'ян, Комісарук Степан і Береговий, щоб пересвідчитися на власні очі і допомогти рідні. Береговий ще в Одесі зрозумів, яку дурницю зробив, що приїхав в Україну і запросив дозволу залишитися в Одесі щоб працювати на заводі. Йому дозволили. Комісарук С. приїхав у село, коли ж спробував повертатися до Америки, то НКВС не дозволило і він залишився жити в Кустівцях і працювати в колгоспі.

## Передвоєнні роки
З голодомору село вийшло надзвичайно тяжко 1933 рік — рік в якому повністю завершено колективізацію, одноосібників не залишилося. В 1935 році пройшло об'єднання колгоспів Кустівці та Галасу, головою колгоспу було призначено Ващука, у цьому ж році приєднали і Голубчу. На Голубчі колгосп створили в 1932 році і головами там були Пінькас Степан та Назарук Андрій В 1935 році кустовецький колгосп отримав два перших трактори «Фордзон». Першими трактористами були сільські хлопці Фещук Петро Григорович, Рижак Андрій та Остапчук Гнат. Через низьку кваліфікацію трактористів та погану якість техніки трактори часто простоювали, але трактори значно полегшили селянську працю і на них ходили дивитися всім селом. Згодом поступили вітчизняні. Кращої якості були вітчизняні трактори -«Універсали». В 1938 році колгосп очолив комуніст із Варварівки — Рус. За нього стали збирати гарні врожаї зернових—по 15-18 цн. з гектара. Розпочинають будівництво конюшні та корівника. До речі, першою колгоспною дояркою була Юрчук Палажка Володимірівна, 1910 року народження, вона доїла перших 12 колгоспних корів, на Голубчі, у с. Кустівці перша доярка к-пу «13-ти річчя жовтня»—Солончук Єва, вона роздоювала групу в 6 корів у 1930—1938 рр.
В 1936 році розпочалась акція з відселення поляків з прикордонної зони до Казахстану.
Було вислано такі родини:
1. Ковальського Юзека Францевича
2. Ковальського Станіслава Францевича
3. Осівського Янека
4. Лісовського Леонтія
5. Бленського Станіслава
6. Каневського Франека
7. Блонського Андрія
8. Лісіцького Семпфера
9. дві родини Сінькевичів
10. Каневського Віктора
11. Сікорських
12. Попіль та інших.

За період з 1930 року по 2009 рік селянське колективне господарство в с. Кустівцях очолювали:
1.Чабанюк сергій Григорович
2.Рудишин
3.Музика Назар
4.Ващук
5.Рус
6.Процун
7.Остапчук Юрій Захарович
8.Дзюбак
9.Ковеня Олексій Лаврентійович
10.Солончук Борис Петрович
11.Писарчук Борис Григорович
12.Вовк Віктор Васильович
13.Нагорний Василь Васильович
14.Комісарук Валерій Васильович
15.Куванова Анжела Олександрівна.
Передовики колгоспного виробництва в 30-50х рр: Свіщук Надія Явдокимівна 1918 року народження. В колгосп вступила однією з перших. Завжди до роботи ставилась добросовісно. Була ланковою Голубчанської бригади. Надії Явдокимівні приходилося косити, копати, сіяти, жати і молотити. За ніч, з 22:00 год. до 8:00 год. ранку разом з подругами Савіцькою Явдохою, Голотун Явдохою та Білоус Оксенею викошували по 1,5 гектара ячменю кожна. Народила, виростила і вивчила 5 дітей. Все життя прожила в селі Голубча. В 1938-39 рр. її ланка виростила по 350 цн. буряків на одному гектарі.
Головатюк Марія активна учасниця «стаханівської вахти», про яку пам'ятають в селі. Разом з подругами Савіцькою Явдохою, Голотун Явдохою та Білоус Оксенею жали серпом 10-12 сотих зернових в день і нав'язували по 500 снопів кожна. В той час це був рух «П'ятисотиниць». В 1946—1948 роках ці молоді подруги на кінному 9-ти рядковому сівнику, при нормі 4,5 га, засівали по 9 га зернових, тобто, двічі перевиконували норму.
Юрчук Палажка Володимірівна 1910 року народження, перша колгоспна доярка в с. Голубча 1932-38 рр. Учасниця «Стаханівських вахт», «П'ятисотниця». Їй приходилося верхи на коні, через ліс возити зведення про надої молока в Новолабунь щоночі.

## Друга світова війна
22 червня розпочалася війна з нацистами. З перших днів війни, багато односельчан було мобілізовано до лав Червоної Армії. Дехто встиг евакуюватися на схід. Трактори колгоспні разом з трактористами забрали до армії. Майже всю колгоспну худобу погнали за Дніпро.
30 червня 1941 року Ставка Верховного Головнокомандування віддала наказ військам Південно-Західного фронту здійснити відступ на новий рубіж оборони по лінії Блокоровичі-Шепетівка-Новоград-Волинський. Відступ частин Південно-Західного фронту під навальним наступом ворога хаотичним і неорганізованим. Німецька перша танкова група генерал-полковника Клейста ввійшла в розрив 5-ї, 6-ї, радянських армій і вже 6 липня 1941 р. німецькі мотоциклісти зайняли с. Кустівці. До вечора гітлерівці були в Полонному та Любарі. Для мирних жителів розпочалися страшні роки окупації. В селі призначили старосту і зберегли колгоспну систему господарювання, так окупантам було легше збирати врожай і обробляти землю.
Староста і його помічники поліцаї (в селі був поліцейський відділок) примушували людей працювати з ранку до вечора на «ВЕЛИКИЙ РЕЙХ». Все що вирощували, відправляли до Німеччини. З весни 1942 р. німці відчули сильну потребу в робочих руках. Тому, молодих хлопців і дівчат віком 15-20 років стали відправляти до Німеччини. Молодь використовували в сільському господарстві і на промислових господарствах. Жодних прав так звані «ОСТАРБАЙТЕРИ» не мали. Їх обов'язок — добросовісна безкоштовна праця, або розстріл. Харчування і умови проживання вкрай погані.
З сіл Кустівці, Голубча, Москалівка до Німеччини насильно було забрано 115 хлопців і дівчат, не всі вони повернулися додому. Більше 20 загинуло на чужині.
Фактично з перших днів окупації на Полонщині починає діяти радянське підпілля. В м. Полонному підпільну групу очолив агроном Вальчук Н. М. Група підпільників Тимощука В. І. переросла в партизанський загін, який знищив 18 ворожих ешелонів. Командиру Тимощику В. І. було присвоєно найвищу нагороду- зірку Героя Радянського Союзу. По селах району діяла комсомольсько — молодіжна група під керівництвом Мілігули П. Г. Підпільники вели розвідку, збирали зброю, боєприпаси, медикаменти для партизанських загонів. Здійснювали диверсії, акти саботажу. Псували німецьке майно, розповсюджували радянські листівки, підтримували зв'язок з партизанськими загонами. За найменшу підозру до зв'язку з підпільниками, партизанами, нацисти розстрілювали всю родину. Учасником партизанського руху є наш односельчанин Понятівський Ларик, він підлітком возив молоко до м. Полонного, частину якого вдавалося передавати партизанам, збирав і передавав також розвідувальні дані.
В 1943 році був заарештований нацистами директор Кустовецької школи Горбач, незабаром його розстріляли в м. Шепетівка.
На початку 1944 року прийшло довгоочікуване визволення. У 20 числах січня, у навколишніх селах побувала радянська розвідка. Німці дізналися і відчуваючи наступ Радянської Армії, наказали жителям покинути домівки і відступати в напрямку Старокостянтинова. Забравши дітей і худобу, люди покинули домівки. В селі залишилися лише немічні старики, які не могли рухатися. Люди пригадують, що в ті дні стояли сильні морози, а дороги були дуже розбиті німецькою технікою і болота на дорозі було по коліна, а на полях лежав глибокий сніг. Колона нещасних направилася в напрямку сіл Старокостянтинівського району.
Німецька «зондеркоманд» есесівця Попіца прочісували села і розстрілювали всіх, кого знаходили, а хати палили. 28 січня 1944 року солдати "зондеркоманди "в с. Кустівці знайшли і розстріляли 16 старих людей, які не могли йти в евакуацію через стан здоров'я, це — Михалко Пінькас, Марія Нестерук, Андрій Матвійчук, Микита Чабанюк, Соловей Рудюк, Роман Кравчук, Мотрона Шевчук, Дем'ян Коник, Корній Криконюк, Федосія Пасічник, Ганна Чабанюк, Денис Ткачук, Іван Пінькас, Дем'ян Затурець і житель с. Москалівка, який переховувався у своїх родичів — Петро Лафінчук. Стріляючи людей, нацисти стали палити будинки, згоріло 128 хат.
5 березня 1944 року розпочалася Проскурівсько-Чернівецька операція. В боях за с. Кустівці та Голубча взяли участь воїни 256 Червонопрапорного ордена Суворова стрілецького полку, 30 Червонопрапорної Київсько- Житомирської дивізії. В селі Голубча, піс-ля звільнення, був розміщений 431 медсанбат 336 стрілецької дивізії. Вічний спокій знайшли на Кустовецькій землі 58 солдатів та офіцерів Радянської армії різної національності. Після війни останки воїнів-визволителів було перепоховано на центральній садибі колгоспу і зведено пам'ятник Воїнам -визволителям. Правління колгоспу свого часу виділило кошти на будівництво пам'ятника воїнам — односельчанам, які загинули в роки Другої Світової війни. Таким чином, кустів'яни вшанували і шанують пам'ять про 149 воїнів-земляків, які не повернулися з фронтів Другої світової війни.
У 1982 році було відкрито Пам'ятний знак «Спаленому селу».

## Повоєнні роки
Найвищі показники були досягнуті в 1957 році: зернові — 34,9 ц/га, цукрові буряки — 400 ц/га, картоплі — 230 ц/га.
В цьому ж 1957 році на честь 40-річчя Жовтневої революції, за великі успіхи в роботі, групу колгоспників було нагороджено високими урядовими нагородами: Ковеню Олексія Лаврентійовича — орденом Леніна, голова колгоспу
- Трохимчук Любов — медаллю «За доблестный труд», доярка
- Лук'янчук Тетяну — орденом Трудового Червоного Прапора, свинарка
- Гучок Григорія — медаллю «За доблестный труд», бригадир
- Рижака Андрія — медаллю «За трудовую доблесть», бригадир тракторної бригади.

В 1964 році колгосп ім. Леніна було перейменована на колгосп «Радянська Україна».
В 1967 році знову нагороджено групу колгоспників державними нагородами: Братасюк М. В. — орденом «Червоного Трудового Прапора», бригадир.
Юрчук Євдокію Пилипівну — орденом Знак Пошани, агроном.
Ковеню О. Л.- орденом Знак Пошани, голова к-п.
За високі показники у виробництві сільськогосподарської продукції, за постійну участь у виставці досягнень н/г в м. Москва, за підсумками соціалістичного змагання, колгосп «Радянська Україна», двічі було нагороджено «Червоним Прапором».
Як відзнаку за добросовісну роботу всіх колгоспників, колгосп добився права мати власний прапор к-пу «Радянська Україна».
В 1961 році, за рахунок власних грошей було завершено будівництво великого сільського Будинку Культури. В той час, подібного не було не тільки в районі, а й в області.
Під керівництвом Ковені О. Л. колгосп зміцнив матеріально-технічну базу, повністю збудував господарські приміщення. Колгоспники збудували власні житлові будинки. Їм допомагало правління колгоспу, виділяючи спеціальні кошти.
В лютому 1969 р, після 20 років головування в с. Кустівці, за особистою заявою, Ковеню О. Л. було звільнено з посади голови у зв'язку з виходом на пенсію . За рекомендацією райкому партії, новим головою колгоспу люди обрали Солончука Бориса Петровича, 1938 р. народження. Його батько загинув на війні, тому, зарання спізнав смак сирітського хліба. Працюючи з дитинства, був більше голодним як ситим. Він в 1956 р. закінчив десятирічку і став працювати їздовим, різноробочим. Восени 1956 р.,правління колгоспу направило працьовитого і здібного юнака до Київської однорічної сільськогосподарської школи за спеціальністю технік-садівник. Після закінчення навчання очолив садову, а згодом і городньої бригади. На цій посаді відзначився гарними показниками і в 1961 р. правління колгоспу призначає Солончука Б. П. заступником голови колгоспу, з одночасним виконанням обов'язків секретаря партійної організації.
Виконуючи обов'язки голови колгоспу «Радянська Україна», Солончук Б. П. продовжував зміцнювати матеріально-технічну базу к-пу, молочно-товарну ферму, нарощував виробництво м'яса і молока, проводив благоустрій села. Під керівництвом Бориса Петровича, було збудовано Кустовецьку середню школу на 560 учнів. Збудовано свиновідгодівельний комплекс на 4 000 голів свиней. У1980 р. завершено будівництво дільничої лікарні на два поверхи та будинку для лікарів.
У 1978 році головою колгоспу обрано Писарчука Бориса Григоровича, який народився 1952 року в с. Йосипівка Старокостянтинівського району Хмельницької області в багатодітній сім'ї. На цій посаді Писарчук Б. Г. працював до 1982 року. До обрання, займав посаду заступника Солончука Б. П. На момент призначення був одним із наймолодших керівників подібних господарств в УРСР — йому було лише 26 років. Писарчук Б. Г. закінчив Українську сільськогосподарську академію (м. Київ) та отримав спеціальність «вчений агроном». За час його роботи в господарстві активно впроваджуються нові та прогресивні технології вирощування цукрових буряків та інших технічних і зернових культур. При цьому, Писарчук Б. Г. активно залучає спеціалістів господарства до співпраці із науковцями Всесоюзного науково-дослідного інституту цукрових буряків (м. Київ). Провідні вчені зазначеного наукового закладу виїжджають до господарства та проводять семінари і навчання спеціалістів району та області. За період його керівництва значно зміцнюється матеріально -технічна база машинно-тракторного парку, а саме, тільки протягом 1980 року господарство придбало: 8 колісних тракторів, 4 зернозбиральних комбайни, 6 вантажних автомобілів, 2 тросових лопати, 2 бурякозбиральних комплекси, 1 бурякозбиральний самохідний навантажувач, якого на той період в районі не було у жодному господарстві. Крім цього, придбано велику кількість сівалок, саджалок, плугів тощо Разом з цим, розробляється проектна документація на будівництво майстерні для ремонту техніки та автопарку. Слід відмітити, що Писарчуком Б. Г. вперше в області запроваджено практику нову техніку для роботи доручати молодим спеціалістам з метою закріплення їх до життя у селі, оскільки на старій техніці молодь працювати не бажала та виїжджала до міст. Разом з цим, молодим людям активно видаються направлення на профнавчання з наступним працевлаштуванням. За керівництва Писарчука Б. Г. суттєво покращується фінансовий стан господарства. Із збиткового, господарство стає рентабельним. Паралельно йде нарощування поголів'я худоби та свиней. В господарстві утримується близько 6000 голів свиней, у тому числі 500 основних свиноматок, близько 2500 ВРХ, у тому числі 800 корів тощо. Писарчуком Б. Г. організовано активну роботу по реконструкції і механізації наявних приміщень для утримання ВРХ та свиней. Під його керівництвом господарство активно вкладає кошти в покращення соціальної інфраструктури в селі (відкривається будинок побуту, проводиться водяне опалення та відкривається їдальня в лікарні тощо). 14.01.2019 року Борис Григорович Писарчук помер. Похований в м. Полонне на «Забілінському» цвинтарі.
У лютому 1982 р. новим головою колгоспу було обрано Вовка Віктора Васильовича. Народився в с. Климентіївка Баранівського р-ну в сім'ї колгоспників. Після 8 класів поступив в сільськогосподарський технікум у Рогачеві-Волинському, який закінчив у 1973 р. У період 1980—1986 р.р. навчався у Київській сільськогосподарській Академії. Під керівництвом Віктора Васильовича було збудовано склад міндобрива, проведено повну реконструкцію молочно-товарної ферми в с. Кустівці, у с. Голубча збудовано корівник, введено в дію КЗС-20Б, ЕВМ-065, а в с. Москалівка — машинно-тракторний парк. Одночасно, у Кустівцях розпочали будівництво нової вулиці для молодих спеціалістів (5 будинків). Було зроблено ремонт Будинку культури, розпочали асфальтувати вулиці села.
У лютому 1989 року новим головою колгоспу було призначено за згодою колгоспників Нагорного Василя Васильовича. Нагорний В. В. народився 1 січня 1959 року в с. Браженці Полонського району. Після закінчення школи навчався в Кам'янець — Подільському сільськогосподарському інституті на факультеті «механізації». Його робоча кар'єра розпочалася в рідному селі на посаді головного інженера к-пу «Жовтень». З липня 1987 року по січень 1989 року працював секретарем партійної комірки к-пу «Радянська Україна» с. Кустівці. Нагорний В. В. продовжував будувати житлові будинки для колгоспників в Кустівцях і на Голубчі. Під його керівництвом було збудовано дитячий садок в с. Кустівцях.

## Кустівці в роки незалежності України
24 серпня 1991 року Верховна Рада України прийняла Акт про незалежність України. У важкий час становлення незалежності, пошуків нових шляхів господарювання, колгосп очолив в лютому 1992 році Комісарук Валерій Васильович.
Комісарук В. В. народився в с. Голубча 1960 року. В 1976 році, після закінчення Кустовецької середньої школи, поступив навчатися в Білоцерківський сільськогосподарський інститут на факультет « агрономія». Після закінчення інституту служив в армії з 1983 по 1984 рік. Коли повернувся в село, правління колгоспу призначає Комісарука головним агрономом.
Сьогодні сільськогосподарське товариство з обмеженою відповідальністю «Україна» одне з найкращих в районі. Товариство має в користуванні сільськогосподарських угідь 3 413 гектарів, з них орної землі — 2 740 гектарів. «Україна» має в достатку всю сільськогосподарську техніку та причіпний інвентар: 47 тракторів, 10 зернових комбайнів, 33 автомобілі. Товариство «Україна» — одне з господарств району, що повністю зберегло поголів'я худоби і продовжує нарощувати її кількість;
ВРХ −1894 голів, що більше на 155 до 1999 року (100 га — 63 врх)
Свиней — 1320 голів, (100 га — 57)
Коней — 90 голів.
СТОВ «Україна» стабільно забезпечує всю худобу кормами власного виробництва. На умовну голову заготовляє 25,4 цн. кормових одиниць.
У 2000 році врожайність зернових в середньому становила 38 ц/га, а валовий збір — 1 470 ц. Більше як в 1999 році. В 2000 р. всього зібрано зернових 53 688 центнерів.
Врожайність цукрових буряків становила 250 цн/га і ріст валового збору становить на 944 тонни більше як у 1999 р.
М'яса виробили за 10 місяців 2000 р. на 42 тонни більше як в 1999 р.
Очікувані фінансові прибутки за 2000 р. становитимуть 525 тисяч гривень.
Ріст валового виробництва зріс на 37 %, очікувана рентабельність дорівнює 30 %1.
12 червня 2020 року, відповідно до розпорядження Кабінету Міністрів України № 727-р «Про визначення адміністративних центрів та затвердження територій територіальних громад Хмельницької області», увійшло до складу Полонської міської територіальної громади.
19 липня 2020 року, в результаті адміністративно-територіальної реформи та ліквідації Полонського району, село увійшло до складу Шепетівського району.

## Населення

### Мова
Розподіл населення за рідною мовою за даними перепису 2001 року:
| Мова       | Кількість | Відсоток |
| ---------- | --------- | -------- |
| українська | 923       | 99.35%   |
| російська  | 6         | 0.65%    |
| Усього     | 929       | 100%     |

## Нагороджені
За добросовісну, гарну роботу, багато кустів'ян було нагороджено високими урядовими нагородами Радянського Союзу.
Ковеня Олексій Лаврентійович — орденом В. І. Леніна, орденом Знак Пошани, медаль «За доблестный труд»
дві медалі з ВДНГ СРСР
Паламарчук Антоніна Наумівна
орден Трудового Червоного Прапора
медаль «За трудовую доблесть»
медаль"За долголетний труд"
Гавадза Василь Павлович
орден Трудового Червоного Прапора
орден Знак Пошани
бронзова медаль з ВДНГ СРСР

Юрчук Іван Степанович орден Трудової Слави
медаль" За трудовую доблесть"
медаль" За доблестный труд"
Лафінчук Марія Олександрівна орден Знак Пошани
медаль «За доблестный труд»
медаль"Ветеран труда"
Терещук Ніна Іванівна
орден Знак Пошани
медаль «За доблестный труд»
медаль «Ветеран труда»
Юрчук Явдокія Пилипівна
орден Трудового Червоного Прапора
медаль «За доблестный труд»
медаль «Ветеран труда»
Маярчук Андрій Максимович
орден Знак Пошани
медаль «За доблестный труд»
медаль «Ветеран труда»
Рижак Олексій Андрійович
орден Знак Пошани
медаль «За трудовую доблесть»
медаль «Ветеран труда»